# グリーン関数
グリーン関数（グリーンかんすう、英: Green's function）とは、微分方程式や偏微分方程式の解法の一つであるグリーン関数法に現れる関数である。グリーン関数法は、英国の数学者ジョージ・グリーンによって考案された。
物理学、数学、工学各分野において非常に重要な関数であり、広い用途で使用される。物理学におけるグリーン関数はプロパゲーター（伝播関数）とも呼ばれる。
J. A. Green により導入された組合せ論的関数のことをグリーン関数と呼ぶこともある。これはグリーン多項式とも呼ばれる。有限シュバレー群（オリジナルは有限体上の一般線型群）の既約表現を記述する数学的対象である。

## 微分方程式
下の偏微分方程式の（初期値）境界値問題を例に考える。
{\displaystyle {\begin{aligned}\mathrm {L} y({\boldsymbol {x}})&=-f({\boldsymbol {x}})&{\boldsymbol {x}}&\in \Omega \\y({\boldsymbol {x}})&={\bar {y_{1}}}&{\boldsymbol {x}}&\in \Gamma _{1}\\{\frac {\partial y({\boldsymbol {x}})}{\partial n}}&={\bar {y_{2}}}&{\boldsymbol {x}}&\in \Gamma _{2}\end{aligned}}}
ここで、 {\displaystyle \mathrm {L} }は微分作用素、{\displaystyle \Omega }は領域であり、領域の境界{\displaystyle \Gamma }は、{\displaystyle {\bar {y_{1}}}} が規定されている境界 {\displaystyle \Gamma _{1}}と、{\displaystyle \partial y/\partial n} が規定されている境界  {\displaystyle \Gamma _{2}} からなり、 {\displaystyle \Gamma _{1}\cup \Gamma _{2}=\Gamma }、{\displaystyle \Gamma _{1}\cap \Gamma _{2}=\phi } であるものとする。また、{\displaystyle n} は境界での外向き法線方向を示す。
上記の問題に対するグリーン関数 {\displaystyle G({\boldsymbol {x}},{\boldsymbol {x'}})} とは次の条件を満たす関数のことである。
{\displaystyle {\begin{aligned}\mathrm {L} G({\boldsymbol {x}},{\boldsymbol {x}}')&=-\delta ({\boldsymbol {x}}-{\boldsymbol {x}}')&{\boldsymbol {x}}&\in \Omega \\G({\boldsymbol {x}},{\boldsymbol {x}}')&=0&{\boldsymbol {x}}&\in \Gamma _{1}\\{\frac {\partial G({\boldsymbol {x}},{\boldsymbol {x}}')}{\partial n}}&=0&{\boldsymbol {x}}&\in \Gamma _{2}\end{aligned}}}
ここに、x′ はソース点の位置を表す。
無限領域におけるグリーン関数を基本解という。
境界が単純（無限領域、半無限領域、無限平板領域など）でない場合にはグリーン関数を解析的に求めるのは大変困難である。

## 物理学におけるグリーン関数
グリーン関数はもともと微分方程式の境界値問題に現れる関数である。物理学においても微分方程式を解くためにグリーン関数を用いることも多いが、量子物理学ではこれを拡張して使っている。つまり物理学においてグリーン関数は2通りの意味で扱われている。
- 境界値問題における微分方程式の主要解を意味し、与えられた全ての境界条件・初期条件を満足する。物理学では、微分方程式を直接解く代わりに、まず単純な点源問題の解であるグリーン関数を求めた後、重ね合わせの原理によって微分方程式の解をグリーン関数を用いて表す。
- ある物理系を構成する個々の状態間の相関関数を与える関数として使われ、位置や時間などで指定されたある状態から他の状態への伝達(伝播)の特性を表す。詳細はプロパゲーターやグリーン関数 (多体理論)を参照。

### ポアソン方程式
電磁気学におけるポアソン方程式{\displaystyle \Delta \varphi ({\boldsymbol {r}})=-\rho ({\boldsymbol {r}})}の解{\displaystyle \varphi ({\boldsymbol {r}})}を求めたい。この方程式の解として積分方程式{\displaystyle \varphi ({\boldsymbol {r}})=\int G({\boldsymbol {r}},{\boldsymbol {r'}})\rho ({\boldsymbol {r'}})d{\boldsymbol {r'}}}を仮定し、ポアソン方程式に代入するとグリーン関数{\displaystyle G({\boldsymbol {r}},{\boldsymbol {r'}})}の満たすべき式が得られる。
{\displaystyle \Delta G({\boldsymbol {r}},{\boldsymbol {r'}})=-\delta ({\boldsymbol {r}}-{\boldsymbol {r'}})}
これを解くために両辺をフーリエ変換すると、{\displaystyle G({\boldsymbol {r}},{\boldsymbol {r'}})}のフーリエ変換{\displaystyle g({\boldsymbol {k}},{\boldsymbol {r'}})={\frac {e^{-i{\boldsymbol {k\cdot r'}}}}{{\boldsymbol {k}}^{2}}}}が得られる

。
これを逆フーリエ変換するとグリーン関数{\displaystyle G({\boldsymbol {r}},{\boldsymbol {r'}})}が求まる。
{\displaystyle G({\boldsymbol {r}},{\boldsymbol {r'}})={\frac {1}{4\pi |{\boldsymbol {r}}-{\boldsymbol {r'}}|}}}
よってポアソン方程式の解は次のように求まる。
{\displaystyle \varphi ({\boldsymbol {r}})=\int {\frac {\rho ({\boldsymbol {r'}})}{4\pi |{\boldsymbol {r}}-{\boldsymbol {r'}}|}}d{\boldsymbol {r'}}}
以上のことから、位置{\displaystyle {\boldsymbol {r}}}の点電荷が別の位置{\displaystyle {\boldsymbol {r'}}}に作る静電ポテンシャルを表したものがグリーン関数であり、これを重ね合わせたものが電荷分布{\displaystyle \rho ({\boldsymbol {r}})}の作る静電ポテンシャル{\displaystyle \varphi ({\boldsymbol {r}})}であることがわかる。

## グリーン演算子と形式論
微分演算子を線型演算子 L と見て、微分方程式 Lφ = −ρ を解きたいとき、一種の逆演算子 L−1 を求めることができれば、φ = −L−1ρ というように微分方程式を解くことができる。これは線型代数における連立方程式において、係数行列の逆行列を求めることができれば連立方程式を解くことができることと対応している。このような L−1 をグリーン演算子 (Green's operator, Green operator) という。グリーン演算子を行列表示したときの行列要素をグリーン関数という。
このようにグリーン関数を抽象的な演算子と考えて取り扱うことには次のような利点がある。
- 微分演算子や積分演算子だけでなく、第二量子化のような抽象的な演算子を用いた理論に対してもそのまま用いられる。それは定常状態のシュレーディンガー方程式においてハミルトニアンを第二量子化における演算子で書かれていると考えるだけである。
- 複雑な関係式を簡潔に見通しよく書ける場合があり、一般的な性質の議論を見通し良く行える

### シュレディンガー方程式
例えば、方程式
{\displaystyle (-{\hat {H}}_{0}+E)|\phi \rangle =0}
のグリーン演算子 0 が満たすべき方程式は
{\displaystyle (-{\hat {H}}_{0}+E){\hat {G}}^{0}=-1}
である。これを形式的に解くと
{\displaystyle {\hat {G}}^{0}=-{\frac {1}{E-{\hat {H}}_{0}}}}
である。このグリーン演算子を具体的に計算するには 0 の固有ベクトルを用いて
{\displaystyle {\hat {G}}^{0}=-\sum _{n}{\frac {1}{E-{\hat {H}}_{0}}}|\phi _{n}\rangle \langle \phi _{n}|=-\sum _{n}{\frac {1}{E-E_{0}}}|\phi _{n}\rangle \langle \phi _{n}|}
のように展開する。ただし E = E0 となるときは発散してしまう。それを避けるため分母をわずかに虚数軸方向にずらすことでこの問題は解消される
{\displaystyle {\hat {G}}_{\pm }^{0}=\sum _{n}{\frac {1}{E_{0}-E\pm i\epsilon }}|\phi _{n}\rangle \langle \phi _{n}|}
たとえば 0 = −Δ の場合のグリーン演算子の行列要素は、固有値を E = k2 として、次のように書ける。
{\displaystyle G_{\pm }^{0}({\boldsymbol {r}},{\boldsymbol {r}}')=\langle {\boldsymbol {r}}|{\hat {G}}_{\pm }^{0}|{\boldsymbol {r}}'\rangle ={\frac {1}{4\pi |{\boldsymbol {r}}-{\boldsymbol {r}}'|}}e^{\pm ik|{\boldsymbol {r}}-{\boldsymbol {r}}'|}}
ここで {\displaystyle G_{+}^{0}} は外向き、{\displaystyle G_{-}^{0}} は内向きの球面波で、波が r' から r へ伝播する様子を示すものである。

### 散乱理論
散乱理論の形式論では、グリーン関数が用いられる。その基本方程式にもグリーン関数が含まれ、リップマン‐シュウィンガー方程式と呼ばれる。
{\displaystyle |\psi ^{(\pm )}\rangle =|\phi \rangle +{\hat {G_{0}}}^{\pm }{\hat {V}}|\psi ^{(\pm )}\rangle \,}

### 摂動論
シュレーディンガー方程式を厳密に解く事は一般的に非常に困難な場合が多いが、近似に解く手法の一つとして摂動論がある。以下では摂動論におけるグリーン関数の形式理論について解説する。
系のハミルトニアン  が無摂動項 0 と摂動項  の和で与えられた ( = 0 + ) とする。無摂動ハミルトニアン 0 に対して固有値方程式
{\displaystyle {\hat {H}}_{0}\phi _{i}^{(0)}=E_{i}^{(0)}\phi _{i}^{(0)}}
が成り立つ（例：ハートリー-フォック近似など）。
ω − 0 を微分作用素として考えると非摂動グリーン関数 G (0)(ω)は
以下のように定義される（ここでデルタ関数 δ(x − x') は形式的に 1 とした）。
{\displaystyle (\omega -{\hat {H}}_{0})G^{(0)}(\omega )=-1}
次に摂動ハミルトニアン  で展開すると、
{\displaystyle {\begin{aligned}G(\omega )&=G^{(0)}(\omega )+G^{(0)}(\omega ){\hat {V}}G^{(0)}(\omega )+G^{(0)}(\omega ){\hat {V}}G^{(0)}(\omega ){\hat {V}}G^{(0)}(\omega )+\dotsb \\&=G^{(0)}(\omega )+G^{(0)}(\omega ){\hat {V}}G(\omega )\end{aligned}}}
この式の両辺に ω − 0 を作用させ変形すると、摂動グリーン関数は次の関係を満たしていることがわかる。
{\displaystyle (\omega -{\hat {H}}_{0}-{\hat {V}})G(\omega )=-1}
また、この摂動グリーン関数が満たす関係式は
{\displaystyle ({\hat {H}}_{0}+{\hat {V}})\psi _{i}=E_{i}\psi _{i}}
に対応している。

### 場の量子論・物性論
場の量子論や物性論においては、シュレーディンガー方程式に対するグリーン関数ではなくて、むしろ場の演算子に対する方程式に関連したものをグリーン関数と名付けて有効に用いている。それらの方程式は相互作用がない場合は、例えばスカラー場に対してクライン-ゴルドン方程式となるように、既に知られた方程式と同形のものになり、グリーン関数としても同じものとなる。しかし相互作用がある場合は方程式が非線形となり、摂動論的な扱いを除いて、古典的なグリーン関数の理論との対応を失う。